# Китовый хребет
Кито́вый хребе́т (африк. Walvisrug, Валфисрюх, англ. Walvis Ridge, хребет Уолвис) — подводный хребет в юго-восточной части Атлантического океана, простирающийся от материкового склона юго-западной части Африки до островов Тристан-да-Кунья.
Протяжённость хребта составляет около 1800 км, ширина — 300 км. Относительная высота — 3000 м. На отдельных вершинах глубины убывают до 500 м и меньше, наименьшая глубина над гребнем — всего 24 м. Склоны хребта покрыты преимущественно органическими и известковыми осадками.